# Ziegelhütte (Georgensgmünd)
Ziegelhütte ist eine Wüstung auf dem Gemeindegebiet von Georgensgmünd im Landkreis Roth (Mittelfranken, Bayern).

## Geografische Lage
Die ehemalige Einöde lag am Westufer der Fränkischen Rezat. Im Westen grenzte das Flurgebiet „Weinberg“ an, im Nordwesten „Am Lemgraben“, im Norden „Am Weinberg“, im Südwesten „In der Lache“. Heute befindet sich an ihrer Stelle die Ortsstraße „An der Ziegelhütte“.

## Geschichte
Die Ziegelhütte wurde in den Oberamtsbeschreibungen des Jahres 1732 von Johann Georg Vetter erstmals schriftlich erwähnt. Sie unterstand zu dieser Zeit noch dem Verwalterämtlein Friedrichsgmünd.
Gegen Ende des 18. Jahrhunderts gehörte die Ziegelhütte zur Realgemeinde Georgensgmünd. Es gab ein Anwesen. Das Hochgericht übte das brandenburg-ansbachische Oberamt Roth aus. Das Anwesen hatte das Richteramt Georgensgmünd als Grundherrn. Unter der preußischen Verwaltung (1792–1806) des Fürstentums Ansbach erhielt die Ziegelhütte die Hausnummer 67 des Ortes Georgensgmünd.
Von 1797 bis 1808 unterstand der Ort dem Justiz- und Kammeramt Roth. Im Rahmen des Gemeindeedikts wurde Ziegelhütte dem 1808 gebildeten Steuerdistrikt Georgensgmünd und der 1811 gegründeten Ruralgemeinde Georgensgmünd zugeordnet. Nach 1964 wurde der Ort in den amtlichen Verzeichnissen nicht mehr aufgelistet.

## Einwohnerentwicklung
| Jahr      | 001836 | 001840 | 001861 | 001871 | 001885 | 001900 | 001925 | 001950 | 001961 |
| Einwohner | 6      | 7      | 10     | 5      | 11     | 5      | 5      | *      | *      |
| Häuser    | 1      | 1      |        |        | 1      | 1      | 1      | *      | *      |
| Quelle    | [ 8 ]  | [ 9 ]  | [ 10 ] | [ 11 ] | [ 12 ] | [ 13 ] | [ 14 ] | [ 15 ] | [ 16 ] |

## Religion
Ziegelhütte war evangelisch-lutherisch geprägt und nach St. Georg (Georgensgmünd) gepfarrt. Die Einwohner römisch-katholischer Konfession waren nach St. Wunibald (Georgensgmünd) gepfarrt.

## Weblink
- Ziegelhütte in der Ortsdatenbank von bavarikon, abgerufen am 19. August 2021.